# Костянтинівська медаль
Костянтинівська медаль Імператорського Російського географічного товариства (рос. Константиновская медаль Императорского Русского географического общества) — найвища нагорода Імператорського російського географічного товариства, заснована 1846 року.

## Історія
Засновником медалі був перший голова Російського географічного товариства князь Романов Костянтин Миколайович, на честь якого вона і стала називатися Костянтинівською. Разом із медаллю лауреати отримували грошові суми з відсотків від капіталу в 5000 рублів, внесених князем у грудні 1846 року. Нагорода присуджувалася:

за корисні праці з географії: мандрівнику, який відзначився важливістю своїх відкриттів і пошуків, або ж автору кращого твору, переважно в галузі географії, етнографії і статистики Росії.
Оригінальний текст (рос.)
за полезные труды по географии: путешественнику, отличившемуся важностью своих открытий и изысканий, или же автору лучшего сочинения, преимущественно по части географии, этнографии и статистики России.

Проєкт медалі виконав К. В. Чевкін. Правила присудження медалі було доручено виробити П. Н. Фуссу; у лютому 1847 року їх було затверджено.
Перше присудження відбулося листопаді 1849 року, оскільки затягнулося виготовлення медалі: спочатку було доручено П. П. Уткіну, потім медальєру А. І. Ґубе, після смерті якого у серпні 1848 року — Р. Ганеману (1819–1867); нарешті, у березні 1849 року медаль закінчив П. Брусніцин.
1854 року було встановлено черговість між відділеннями товариства у присудженні медалі, а також встановлені медальні комісії.
Остаточне положення про медаль відноситься до 1887 року.
Сучасна медаль:
- З 1924 року медаль називалася: «Вища нагорода товариства». Присудження було припинено після 1929 року.
- З 2010 року оновлену золоту медаль вручається членам РГО, за видатні заслуги у географічній науці та винятковий внесок у діяльність суспільства[1].

## Нагороджені медаллю
Перше нагородження відбулося 1849 року: Ернст Райнгольд фон Гофман був удостоєний медалі за Північноуральську експедицію.
У різні роки її удостоїлися як вищої нагороди ІРГО 73 людини, серед котрих:
Іноземні піддані:
- 1861 — Карл Ернст фон Бер
- 1878 — Адольф Ерік Норденшельд
- 1878 — Отто Вільгельм Герман фон Абіх
- 1907 — Фрітьйоф Нансен
- 1909 — Ернест Шеклтон
- 1912 — Руаль Амундсен

## Сучасний відповідник медалі

Пам'ятна монета

З 2010 року нагородження медаллю на з'їздах РГО відновлено, незважаючи на відсутність статуту (що заважає за чинними законами РФ розцінювати вручення медалі як нагородження). З 2017 року медаль знову з'явилася в «Положенні про нагороди РГО», що врегульовує її статус.
- 2010 — Дроздов Микола Миколайович, біогеограф
- 2011 — Котляков Володимир Михайлович, гляціолог
- 2015 — Лаппо Георгій Михайлович, географ-урбаніст
- 2015 — Симонов Юрій Гаврилович[ru], геоморфолог
- 2017 — Усманов Алішер Бурханович, економіст.